# Eric Gerets
Eric Gerets (prononcé en néerlandais : [ˈeːrɪk ˈxeːrəts]), né le 18 mai 1954 à Rekem en Belgique, est un footballeur international belge devenu entraîneur, qui a joué en tant qu'arrière droit pour le Standard de Liège, l'AC Milan, le MVV Maastricht, le PSV Eindhoven et l'équipe de Belgique.

## Biographie

### Eric Gerets: le joueur

#### Standard de Liège (1971-1983)

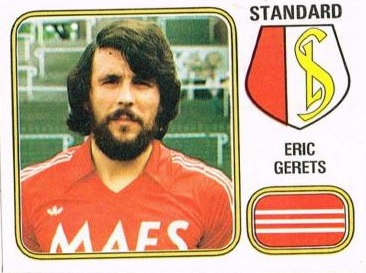
Eric Gerets en 1980.

Eric Gerets fait ses premiers pas sur les terrains du AA Rekem dans son village natal du Limbourg. Il est d'ailleurs surnommé le « Lion de Rekem ». Il est repéré par le Standard de Liège en 1971. Le club vient de remporter le championnat à trois reprises (1969, 1970 et 1971). Il y fait ses débuts à l'âge de 17 ans avant de signer professionnel dans ce même club. Il y côtoie notamment plusieurs cadres du club, dont Nico Dewalque, Wilfried Van Moer, Léon Semmeling ou encore Christian Piot. Recruté au départ comme avant-centre, l'entraîneur de l'époque, Vlatko Marković, le mue en back droit, poste qui le révèlera et dictera sa carrière tant nationale qu'internationale par la suite. Toutefois, Gerets ne s'impose pas comme titulaire durant ses premières saisons, puisque le poste d'arrière-droit est occupé par une légende du club : Jacques Beurlet. Ainsi, c'est depuis le banc qu'il voit son club terminer vice-champion en 1973 derrière le FC Bruges.
Durant les saisons qui suivent, Eric Gerets s'affirme comme titulaire indiscutable au sein de la défense des Rouches. Après une défaite en finale l'année précédente, il remporte tout d'abord la Coupe de la Ligue Pro en 1975. Il dispute l'entièreté de la double-confrontation en finale face au RSC Anderlecht.
Il remporte la Coupe de Belgique 1981. L'année suivante, il est finaliste de la Coupe d'Europe des vainqueurs de coupe mais s'incline contre le FC Barcelone. Il devient par la suite le capitaine du club. Il remporte également deux titres de Champion de Belgique avec le Standard de Liège en 1982 et 1983. Il est élu Soulier d'or de Belgique décerné au meilleur joueur de football de Belgique en 1982.

#### Départ à l'étranger et scandale, puis renaissance (1983-1992)
Au terme de la saison 1982-1983, Eric Gerets est transféré au Milan AC. Après s'être imposé facilement, il hérite du brassard de capitaine des « Rossoneri » en un rien de temps et semble bien parti pour donner à sa carrière une nouvelle dimension. Mais en 1984, le ciel lui tombe sur la tête et il est impliqué puis condamné dans une affaire de corruption de joueurs remontant à mai 1982, à l’époque où il porte le brassard de capitaine d’équipe du Standard de Liège.

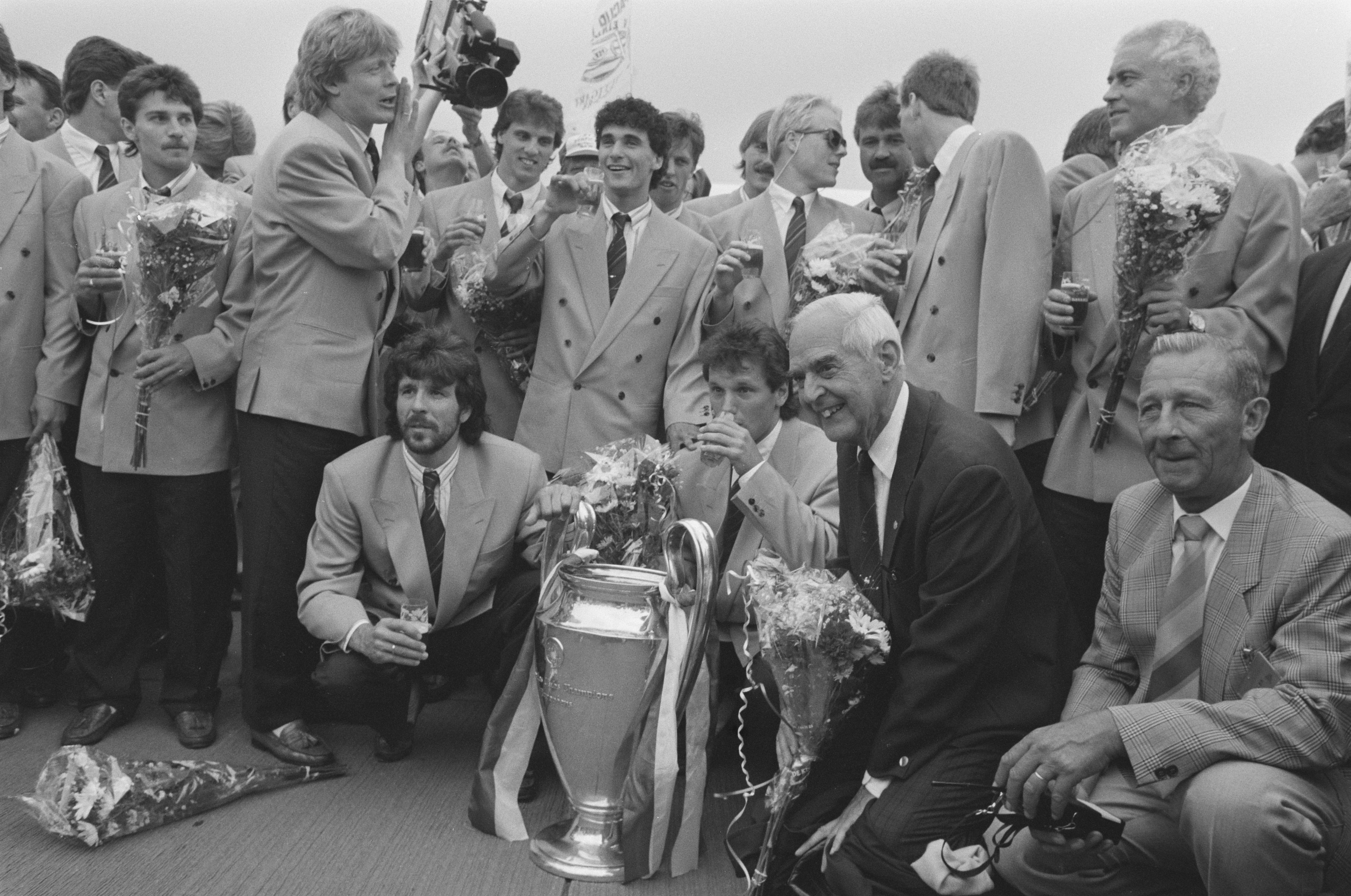
Eric Gerets (à gauche) et Frits Philips (à droite) posent avec la Coupe des clubs champions.

Au cours de la saison 1981-1982, le Standard fait la course en tête, mais n’arrive pas à se débarrasser définitivement de son dauphin et éternel rival, le RSC Anderlecht qui est champion sortant. Il a besoin d’une victoire lors de l’ultime journée de championnat pour remporter le titre. Ce match, Standard-Waterschei, est casé avant la finale de la Coupe d'Europe des vainqueurs de coupe face au FC Barcelone.
Le 8 mai 1982, le Standard prend le meilleur sur Waterschei et s’adjuge le titre de champion de Belgique. Le scandale  éclatera deux ans plus tard grâce à la ténacité d’un juge belge, Guido Bellemans, qui initialement enquête sur les habitudes fiscales des clubs de football. Un « carnet » attire l'attention du magistrat et conduit à des rumeurs d’un arrangement de match. Ses investigations débouchent sur les aveux des corrupteurs qui avaient pour noms, Roger Petit (secrétaire général), Raymond Goethals (entraîneur) et… Eric Gerets (capitaine d’équipe). C’est ce dernier qui a négocié l’arrangement du match avec le capitaine de Waterschei, Roland Janssen… qui est en même temps son voisin. L’accord est conclu sur la base du versement de 420 000 francs belges (de l’époque). Tous les différents intervenants ont toujours nié avoir « arrangé » le match quant à son résultat, mais demandé aux Limbourgeois de ne pas blesser un joueur liégeois quelques jours avant une finale européenne (op cit).
Eric Gerets écope de trois ans de suspension, dont deux en appel. Le Milan AC lui indique la porte de sortie et il doit faire l'impasse sur l'Euro 84. À 30 ans, on l'imagine fini mais c'est sans compter sur sa rage de vaincre. Il prend alors la direction des Pays-Bas et du MVV Maastricht qui vient d'être promu en Eredivisie. Il n'y reste qu'une saison.
Il signe ensuite au PSV Eindhoven où il donne un second souffle à sa carrière et à qui il fera vivre la meilleure période de son histoire. Gerets est six fois Champion des Pays-Bas en sept saisons et vainqueur de la Coupe des Pays-Bas trois fois consécutivement. Il remporte également la Ligue des champions en 1988 et devient ainsi le premier Belge à soulever la « Coupe aux grandes oreilles ».

#### Équipe nationale (1975-1991)

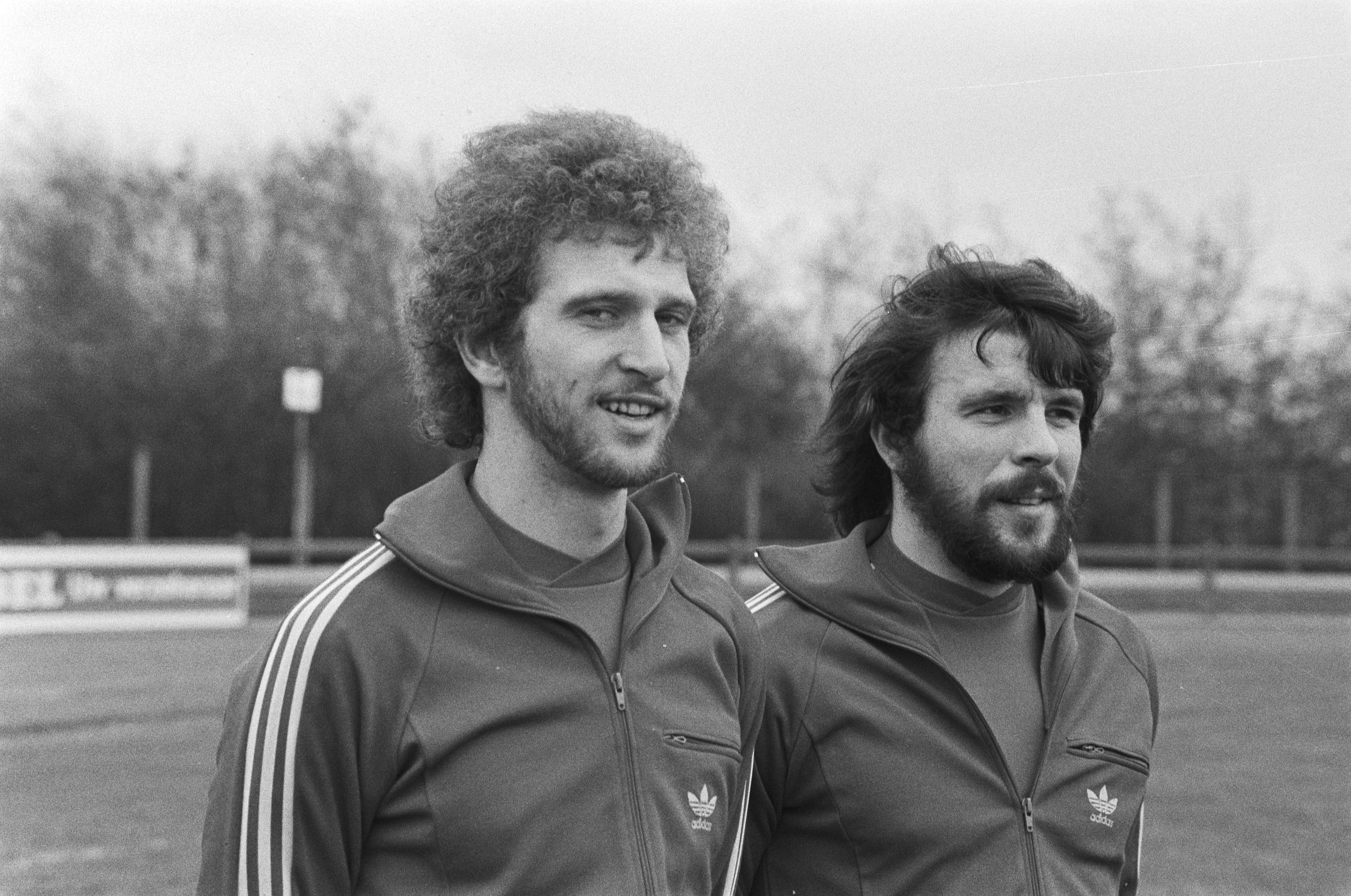
Ludo Coeck (à gauche) et Eric Gerets (à droite), lors d'un entraînement des Diables rouges en 1980.

Gerets est sélectionné pour la première fois chez les Diables rouges en 1975 et dispute sa première compétition officielle avec la Belgique lorsqu'il est sélectionné pour l'Euro 1980. Après s'être qualifié en finale en terminant premier de son groupe devant l'Italie, hôte de la compétition, les Belges s'inclinent en finale contre l'Allemagne de l'Ouest.
Gerets dispute sa première Coupe du monde en 1982 et il est alors au sommet de son art mais un telescopage avec Jean-Marie Pfaff met un terme prématuré à son tournoi. Les Belges, qui passent un tour pour la première fois de leur histoire, sont alors privés de deux pions majeurs lors du second tour et sont éliminés après deux défaites face à l'Union soviétique (0-1) et la Pologne (0-3) en ayant, fait rare dans la compétition, usé de leurs trois gardiens.
L'affaire Standard-Waterschei met un point d'arrêt à sa carrière internationale et il doit renoncer à l'Euro 84, tout comme d'autres joueurs impliqués dans le scandale, ce qui n'est pas sans conséquence pour le parcours de l'équipe belge dans ce tournoi.
Sa suspension purgée, il reprend sa place en équipe nationale et délivre la passe décisive à Georges Grün au Kuip en 1985 qui qualifie les Diables Rouges pour la Coupe du monde au Mexique. Lors de la phase finale, la Belgique se qualifie pour les huitièmes de finale en étant meilleur troisième puis se hisse jusqu'en demi-finale après avoir éliminé successivement l'Union soviétique (4-3 a.p.) puis l'Espagne (1-1 , 4-3 t.a.b.) mais est finalement battue par l'Argentine (2-0) et son légendaire n°10, Diego Maradona, en demi-finale, avant de s'incliner à nouveau face à l'équipe de France (4-2 a.p.) lors de la petite finale. Les Belges terminent donc la compétition à une honorable quatrième place. Gerets est également sélectionné pour la Coupe du monde de 1990, lors de laquelle les Diables Rouges sont éliminés dès les huitièmes de finale.
De sa carrière internationale, on retient qu'avec ses 86 sélections, il figure parmi les dix joueurs les plus capés de l'histoire de la sélection belge, et qu'il fait partie des rares joueurs belges à avoir atteint la finale de l'Euro (lors de l'Euro 1980) et une demi-finale de Coupe du monde (lors de l'édition de 1986). Qui plus est, si l'on ajoute les 12 rencontres disputées par les Diables Rouges pendant son absence, il est fort possible que ce soit lui qui ait longtemps détenu le record de sélections et non pas Jan Ceulemans.

### Eric Gerets: l'entraîneur

#### Ses débuts en Belgique
À peine les crampons raccrochés, il devient entraîneur du RFC Liège qui évolue en 1re division belge. Lors de la première saison, il termine à la 12e place du championnat puis à la 13e place la saison suivante. Il quitte alors le club pour un autre club belge.
Durant l'été 1994, le Lierse offre à Eric Gerets le poste d'entraîneur. Les résultats ne se font pas attendre. Cinquième en championnat la première saison, le club se qualifie pour la prochaine Coupe UEFA, après 17 ans sans compétition européenne. Il y est éliminé dès le premier tour par le Benfica Lisbonne. La saison suivante, le club termine à nouveau cinquième, à seulement un point du troisième. Cette fois, il se qualifie pour la Coupe Intertoto, dont il franchit la phase de poules mais s'incline ensuite en demi-finales. Pour sa troisième saison à la tête du club, avec l'objectif avoué de se qualifier à nouveau pour la Coupe UEFA, Eric Gerets reçoit de nombreux renforts : l'ancien Oranje Stanley Menzo, l'international polonais Andrzej Rudy, les défenseurs Bart De Roover et Éric Van Meir ou le médian Philip Haagdoren. À côté de ces joueurs confirmés, des jeunes se font également une place dans l'équipe. En fin de saison, avec un noyau dont 14 des 25 joueurs sont issus de son centre de formation, le Lierse décroche à la surprise générale le quatrième titre de champion de Belgique de son histoire, avec deux points d'avance sur le FC Brugeois.
Après ce titre, il quitte le club et prend la tête du FC Bruges avec lequel il remporte le titre de Champion de Belgique 1998 avec une avance énorme de 18 points sur le deuxième. En course pour un nouveau doublé championnat-coupe, le Club reçoit une véritable gifle en s'inclinant (4-0) devant Genk en finale de la coupe de Belgique au Heysel. Bruges échoue de peu la saison suivante, seulement devancé par Genk, qui prive les Brugeois d'un trophée pour la deuxième fois en deux ans. Au printemps 1999, des querelles internes parmi les dirigeants du club provoquent le remplacement du président Fernand De Clerck. Après la dernière journée du championnat, Eric Gerets s'en va poursuivre sa carrière au PSV Eindhoven.

#### Retour au PSV Eindhoven
De retour dans un club qu'il connaît bien pour avoir porté le maillot du PSV Eindhoven pendant sept saisons, il remporte dès sa première saison le championnat 2000 avant de remporter la Supercoupe 2000 contre le vainqueur de la coupe des Pays-Bas le Roda JC. La saison suivante, il est de nouveau champion des Pays-Bas en faisant une saison presque parfaite avec une seule petite défaite et restant invaincu à domicile en championnat. Il remporte de nouveau la Supercoupe 2001 contre le FC Twente, contre qui ils se sont inclinés en finale de la coupe des Pays-Bas. La dernière saison, il termine à la seconde place du championnat derrière l’éternel rival de l'Ajax Amsterdam et est remercié par la direction.

#### Passage en Allemagne
Il rejoint le FC Kaiserlautern le 4 septembre 2002 alors que le club est menacé par la relégation et frise l’insolvabilité. Pourtant le Belge remet l’équipe en selle et assure le maintien grâce à un parcours sensationnel après la trêve hivernale. Parallèlement, le FCK atteint la finale de la Coupe d’Allemagne, mais s’incline 1-3 face au Bayern Munich. Durant la saison suivante, le FCK décide à la surprise générale de renvoyer Eric Gerets et son adjoint alors que le club est premier relégable depuis une journée.
Gerets prend la succession de Jürgen Röber à la tête du VfL Wolfsburg en avril 2004. Pour sa première saison sur le banc, il qualifie le club en Coupe Intertoto en terminant à la 9e place du championnat mais démissionne tout de même en fin de saison à la suite d'un différend avec Thomas Strunz, le directeur sportif du club allemand.

#### Galatasaray
Il rejoint le club turc de Galatasaray pour la saison 2005-2006. Dès la première saison, il est Champion de Turquie devançant de deux points le club voisin du Fenerbahçe. La saison suivante, Galatasaray termine à la troisième place du championnat à 14 points du leader et rival, suscitant de vives critiques à l'égard de son entraîneur et Gerets décide de quitter le club.

#### Olympique de Marseille

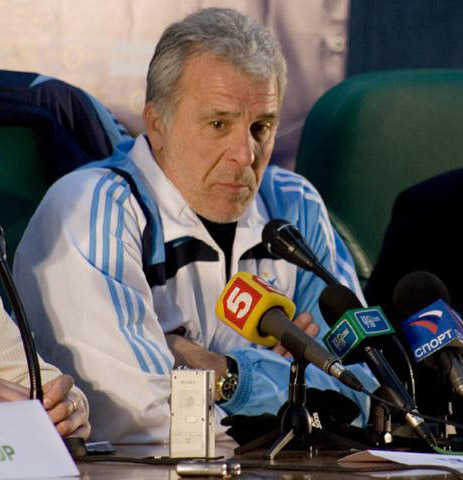
Eric Gerets en 2008.

Eric Gerets entraîne l'Olympique de Marseille à compter du 25 septembre 2007, en remplacement d'Albert Emon et après avoir refusé des offres des clubs qatarien d'Al Ittihad et turc de Gençlerbirligi. Il arrive à l'OM alors que le club occupe la 19e place à la 13e journée de championnat.
Pour son premier match en tant qu'entraîneur de l'OM, il réussit contre toute attente à s'imposer à Anfield en Ligue des champions contre l'équipe de Liverpool (0-1), le 3 octobre 2007, grâce à un but de Mathieu Valbuena. Il devient ainsi le premier entraîneur d'une équipe française à réussir cet exploit. Quelques jours plus tard, pour son premier match en Ligue 1, il s'incline face à l'AS Saint Etienne (1-0) mais, très vite, l’entraîneur belge va redresser la barre. Malgré une nouvelle défaite à Sochaux, où les Marseillais marquent deux buts contre leur camp et donnent la victoire au club franc-comtois, une victoire à Lyon (1-2) symbolise le bon travail du Belge et cristallise les espoirs. Son équipe acquiert finalement sa place sur le podium à l'issue de la dernière journée du championnat de Ligue 1 2007-2008 et grâce à une victoire épique (4-3) face au Racing Club de Strasbourg, déjà relégué en Ligue 2, non sans avoir donné quelques sueurs froides aux travées marseillaises. Cette première saison est couronnée de succès, puisqu'il parvient à redresser l'équipe en prônant un jeu offensif en la remontant de la 19e à une 3e place inespérée, synonyme de tour préliminaire en Ligue des champions.
La saison suivante s'avère encore meilleure, fin mars, l'OM qui pointe en effet à la 2e place du classement à un point de Lyon, semble enfin en mesure de remporter ce titre national qui lui échappe depuis 1993 et les Phocéens s'apprêtent à défier les Ukrainiens du Chakhtar Donetsk en quarts de finale de la Coupe de l'UEFA. En parallèle, toutefois, le torchon brûle entre l’entraîneur belge et l'actionnaire majoritaire du club, Robert Louis-Dreyfus. À l'origine de la discorde, une déclaration de celui-ci faite dans L'Équipe du 14 janvier 2009 (« Il ferait mieux de terminer premier ou deuxième, sinon nous aurons un problème. ») que le « Lion de Rekem » prend comme une attaque personnelle. Du coup, Gerets tarde à signer un nouveau contrat malgré le soutien inconditionnel à son égard du public marseillais à qui il offre finalement un titre de vice-champion au terme d'une saison qui aura dû attendre l'ultime journée pour livrer son verdict.
Alors que certaines rumeurs l'envoient au FC Séville ou au Zénith Saint-Pétersbourg, c'est en définitive pour le club saoudien Al Hilal FC que son choix se porte et le 28 avril 2009, Gerets annonce son départ de l'OM à la fin de la saison.
Le 24 mai, Eric Gerets reçoit le titre de meilleur entraîneur de Ligue 1 lors de la cérémonie des trophées UNFP 2008-2009.
En 2013, il est approché par le Paris Saint-Germain pour remplacer Carlo Ancelotti mais le Limbourgeois refuse l'offre par respect pour « ses » Marseillais.

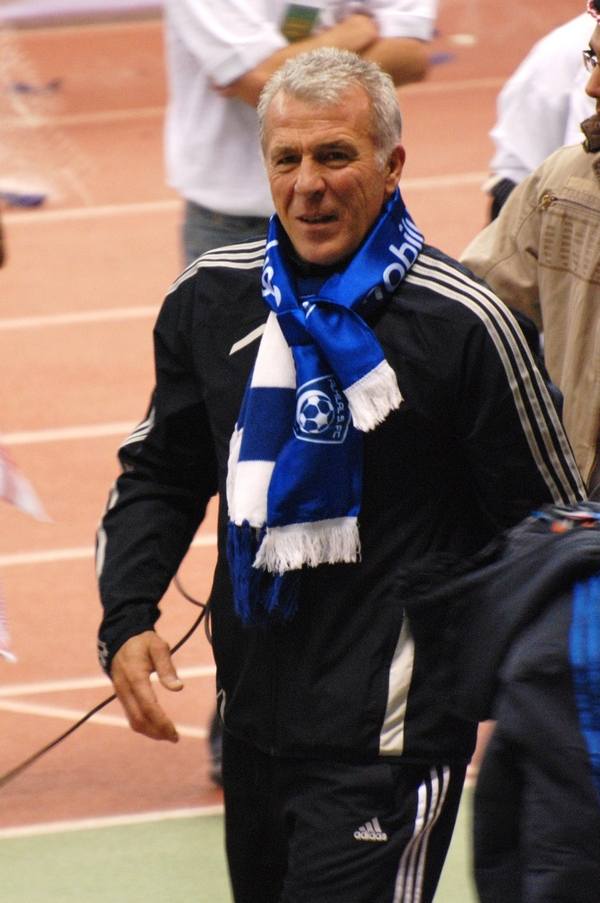
Eric Gerets fête le titre avec Al-Hilal FC lors de la saison 2009-2010.

#### Al Hilal Riyad
Il entre en fonction à l'Al Hilal le 10 juillet 2009 dans un club ambitieux, son propriétaire le prince al-Saud vise en effet le championnat national, la Ligue des champions d'Asie voire le Championnat du monde des clubs. Pour sa première saison au club, il remporte le Championnat d'Arabie saoudite 2009-2010 avec onze points d'avance et atteint les demi-finales de la Ligue des champions de l'AFC 2010.
Les rumeurs persistantes faisant état de difficultés financières à la suite du départ du sponsor principal du club, l'opérateur de téléphonie Mobily, ont-elles eu une influence sur les choix de Gerets ? Toujours est-il qu'il ne reste pas en Arabie saoudite très longtemps et s'engage avec la Fédération royale marocaine de football dès la saison suivante.

#### Équipe du Maroc

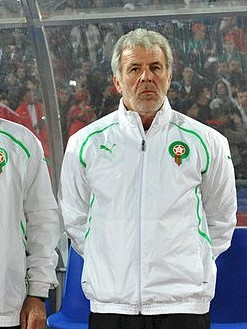
Eric Gerets à l'occasion du match amical Maroc-Niger (3-0) en 2011.

Après avoir visité « secrètement » les installations du Maroc, l’entraîneur belge confirme le 7 juin 2010 aux journaux Het Laatste Nieuws et De Morgen qu’il a conclu un accord de quatre ans avec la fédération marocaine alors qu'il était pressenti pour prendre la direction des Diables Rouges.
Gerets qualifie les Lions de l'Atlas pour la CAN 2012 dont ils partent favoris mais un parcours décevant, avec notamment des défaites face à la Tunisie (1-2) et au Gabon (2-3), condamne le Maroc à l’élimination précoce. Malgré ce revers Eric Gerets est maintenu à la tête de la sélection. Toutefois, après une entame désastreuse des éliminatoires pour la CAN 2013 et la Coupe du monde au Brésil 2014 et vivement contesté par la presse et les supporteurs, il est licencié le 15 septembre 2012 par la Fédération marocaine.

#### Dernier exil et fin de carrière
Alors qu'il est annoncé avec insistance du côté du Standard de Liège, le 8 octobre 2012, il est nommé entraîneur de Lekhwiya SC, champion du Qatar en titre, mais seulement sixième de son championnat après trois journées. Il y remplace Djamel Belmadi et remporte son dernier titre national, le septième, avec une sixième équipe, dans un cinquième pays.
Le 20 mai 2014, le club émirati d'Al-Jazira annonce qu'Eric Gerets est nommé en remplacement de Walter Zenga, reportant ainsi de deux ans l'éventualité de terminer sa carrière soit au Standard, soit en équipe nationale belge ainsi qu'il en a toujours rêvé. En avril 2015, néanmoins, il confie au cours d'une interview à RMC son intention de mettre un terme à sa carrière à la fin de la saison 2015-2016, souhait exaucé avant terme an mai 2015 lorsqu'il est démis de ses fonctions et remplacé par Abel Braga, non sans avoir remporté avec son dernier club un titre de vice-champion.
À peine de retour en Belgique, les rumeurs enflent à nouveau quant à voir Gerets entraîner les Rouches ou les Diables et, si en ce qui concerne l'équipe belge cela en reste à l'état de rumeurs que l'homme dément de manière régulière et constante, le mandat de Marc Wilmots alors sélectionneur n'arrivant d'ailleurs à échéance qu'en 2018, il en va tout autrement pour le Standard dont la direction approche son ancien capitaine fin juin 2015 avec l'espoir de l'engager pour la saison suivante. Le Limbourgeois a toutefois décliné l'offre, ne désirant pas compromettre de manière définitive son état de santé mis à mal par une hémorragie cérébrale encourue en 2012, alors qu'il était actif au Qatar, et qui l'a fortement diminué,.
Il semble désormais définitif que le Lion de Rekem n’entraînera plus d'équipes de football,.

## Statistiques

### Statistiques de joueur

#### En club
| Saison                | Club                  | Championnat           | Championnat | Championnat | Championnat | Coupe nationale | Coupe nationale | Coupe nationale | Coupe de la Ligue | Coupe de la Ligue | Coupe de la Ligue | Supercoupe | Supercoupe | Supercoupe | Compétition(s) continentale(s) | Compétition(s) continentale(s) | Compétition(s) continentale(s) | Compétition(s) continentale(s) | Autres compétitions | Autres compétitions | Autres compétitions | Autres compétitions | Total | Total | Total |
| Saison                | Club                  | Division              | M.          | B.          | P.d.        | M.              | B.              | P.d.            | M.                | B.                | P.d.              | M.         | B.         | P.d.       | Comp.                          | M.                             | B.                             | P.d.                           | Comp.               | M.                  | B.                  | P.d.                | M.    | B.    | P.d.  |
| 1971-1972             | Standard de Liège     | Division 1            | 1           | 0           | 0           | -               | -               | -               | -                 | -                 | -                 | -          | -          | -          | -                              | -                              | -                              | -                              | -                   | -                   | -                   | -                   | 1     | 0     | 0     |
| 1972-1973             | Standard de Liège     | Division 1            | 9           | 0           | 0           | 2               | 0               | 0               | -                 | -                 | -                 | -          | -          | -          | -                              | -                              | -                              | -                              | -                   | -                   | -                   | -                   | 11    | 0     | 0     |
| 1973-1974             | Standard de Liège     | Division 1            | 30          | 1           | 0           | -               | -               | -               | 2                 | 0                 | 0                 | -          | -          | -          | CI+C3                          | 6+6                            | 0+0                            | 0+0                            | -                   | -                   | -                   | -                   | 44    | 1     | 0     |
| 1974-1975             | Standard de Liège     | Division 1            | 37          | 5           | 0           | 3               | 1               | 0               | 2                 | 0                 | 0                 | -          | -          | -          | CI                             | 1                              | 0                              | 0                              | -                   | -                   | -                   | -                   | 43    | 6     | 0     |
| 1975-1976             | Standard de Liège     | Division 1            | 34          | 6           | 0           | -               | -               | -               | -                 | -                 | -                 | -          | -          | -          | CI                             | 1                              | 0                              | 0                              | -                   | -                   | -                   | -                   | 35    | 6     | 0     |
| 1976-1977             | Standard de Liège     | Division 1            | 31          | 1           | 0           | 2               | 0               | 0               | -                 | -                 | -                 | -          | -          | -          | CI                             | 6                              | 1                              | 0                              | -                   | -                   | -                   | -                   | 39    | 2     | 0     |
| 1977-1978             | Standard de Liège     | Division 1            | 25          | 2           | 0           | 3               | 0               | 0               | -                 | -                 | -                 | -          | -          | -          | C3                             | 6                              | 0                              | 0                              | -                   | -                   | -                   | -                   | 34    | 2     | 0     |
| 1978-1979             | Standard de Liège     | Division 1            | 33          | 4           | 0           | 3               | 0               | 0               | -                 | -                 | -                 | -          | -          | -          | C3                             | 4                              | 0                              | 0                              | -                   | -                   | -                   | -                   | 40    | 4     | 0     |
| 1979-1980             | Standard de Liège     | Division 1            | 27          | 3           | 0           | 6               | 0               | 0               | -                 | -                 | -                 | -          | -          | -          | CI+C3                          | 3+6                            | 0+0                            | 0+0                            | -                   | -                   | -                   | -                   | 42    | 3     | 0     |
| 1980-1981             | Standard de Liège     | Division 1            | 29          | 0           | 0           | 6               | 0               | 0               | -                 | -                 | -                 | -          | -          | -          | CI+C3                          | 3+7                            | 0+0                            | 0+0                            | -                   | -                   | -                   | -                   | 45    | 0     | 0     |
| 1981-1982             | Standard de Liège     | Division 1            | 31          | 3           | 0           | -               | -               | -               | -                 | -                 | -                 | -          | -          | -          | CI+C2                          | 1+9                            | 0+0                            | 0+0                            | -                   | -                   | -                   | -                   | 41    | 3     | 0     |
| 1982-1983             | Standard de Liège     | Division 1            | 33          | 2           | 0           | 3               | 0               | 0               | -                 | -                 | -                 | 1          | 0          | 0          | C1                             | 1                              | 1                              | 0                              | -                   | -                   | -                   | -                   | 38    | 3     | 0     |
| Sous-total            | Sous-total            | Sous-total            | 320         | 27          | 0           | 28              | 1               | 0               | 4                 | 0                 | 0                 | 1          | 0          | 0          | -                              | 60                             | 2                              | 0                              | -                   | -                   | -                   | -                   | 413   | 30    | 0     |
| 1983-1984             | AC Milan              | Serie A               | 13          | 1           | 2           | 7               | 0               | 1               | -                 | -                 | -                 | -          | -          | -          | -                              | -                              | -                              | -                              | -                   | -                   | -                   | -                   | 20    | 1     | 3     |
| 1984-1985             | MVV Maastricht        | Eredivisie            | 13          | 0           | 0           | 2               | 0               | 0               | -                 | -                 | -                 | -          | -          | -          | -                              | -                              | -                              | -                              | -                   | -                   | -                   | -                   | 15    | 0     | 0     |
| 1985-1986             | PSV Eindhoven         | Eredivisie            | 29          | 0           | 7           | 2               | 0               | 0               | -                 | -                 | -                 | -          | -          | -          | C3                             | 3                              | 0                              | 0                              | -                   | -                   | -                   | -                   | 34    | 0     | 7     |
| 1986-1987             | PSV Eindhoven         | Eredivisie            | 30          | 1           | 4           | 3               | 0               | 1               | -                 | -                 | -                 | -          | -          | -          | C1                             | 2                              | 0                              | 0                              | -                   | -                   | -                   | -                   | 35    | 1     | 5     |
| 1987-1988             | PSV Eindhoven         | Eredivisie            | 30          | 4           | 7           | 5               | 2               | 1               | -                 | -                 | -                 | -          | -          | -          | C1                             | 9                              | 0                              | 1                              | -                   | -                   | -                   | -                   | 44    | 6     | 9     |
| 1988-1989             | PSV Eindhoven         | Eredivisie            | 31          | 1           | 2           | 5               | 0               | 0               | -                 | -                 | -                 | -          | -          | -          | C1                             | 4                              | 0                              | 1                              | SCU+TOY             | 2+1                 | 0+0                 | 0+0                 | 43    | 1     | 3     |
| 1989-1990             | PSV Eindhoven         | Eredivisie            | 33          | 1           | 5           | 5               | 0               | 1               | -                 | -                 | -                 | -          | -          | -          | C1                             | 6                              | 0                              | 0                              | -                   | -                   | -                   | -                   | 44    | 1     | 6     |
| 1990-1991             | PSV Eindhoven         | Eredivisie            | 24          | 0           | 3           | 3               | 0               | 0               | -                 | -                 | -                 | -          | -          | -          | C2                             | 1                              | 0                              | 0                              | -                   | -                   | -                   | -                   | 28    | 0     | 3     |
| 1991-1992             | PSV Eindhoven         | Eredivisie            | 23          | 1           | 0           | 1               | 0               | 0               | -                 | -                 | -                 | -          | -          | -          | C1                             | 3                              | 0                              | 0                              | -                   | -                   | -                   | -                   | 27    | 1     | 0     |
| Sous-total            | Sous-total            | Sous-total            | 200         | 8           | 28          | 24              | 2               | 3               | -                 | -                 | -                 | -          | -          | -          | -                              | 28                             | 0                              | 2                              | -                   | 3                   | 0                   | 0                   | 255   | 10    | 33    |
| Total sur la carrière | Total sur la carrière | Total sur la carrière | 546         | 36          | 30          | 61              | 3               | 4               | 4                 | 0                 | 0                 | 1          | 0          | 0          | -                              | 88                             | 2                              | 2                              | -                   | 3                   | 0                   | 0                   | 703   | 41    | 36    |

### En sélections nationales
| Saison                | Sélection             | Phases finales        | Phases finales | Phases finales | Phases finales | Éliminatoires CDM | Éliminatoires CDM | Éliminatoires CDM | Éliminatoires EURO | Éliminatoires EURO | Éliminatoires EURO | Matchs amicaux | Matchs amicaux | Matchs amicaux | Total | Total | Total |
| Saison                | Sélection             | Compétition           | M              | B              | Pd             | M                 | B                 | Pd                | M                  | B                  | Pd                 | M              | B              | Pd             | M     | B     | Pd    |
| --------------------- | --------------------- | --------------------- | -------------- | -------------- | -------------- | ----------------- | ----------------- | ----------------- | ------------------ | ------------------ | ------------------ | -------------- | -------------- | -------------- | ----- | ----- | ----- |
| 1975-1976             | Belgique              | -                     | -              | -              | -              | -                 | -                 | -                 | 2                  | 0                  | 0                  | -              | -              | -              | 2     | 0     | 0     |
| 1976-1977             | Belgique              | -                     | -              | -              | -              | 2                 | 0                 | 0                 | -                  | -                  | -                  | 1              | 0              | 0              | 3     | 0     | 0     |
| 1977-1978             | Belgique              | -                     | -              | -              | -              | 2                 | 0                 | 0                 | -                  | -                  | -                  | 2              | 0              | 0              | 4     | 0     | 0     |
| 1978-1979             | Belgique              | -                     | -              | -              | -              | -                 | -                 | -                 | 4                  | 0                  | 0                  | 1              | 0              | 0              | 5     | 0     | 0     |
| 1979-1980             | Belgique              | Euro 1980             | 4              | 1              | 0              | -                 | -                 | -                 | 4                  | 0                  | 0                  | 5              | 0              | 0              | 13    | 1     | 0     |
| 1980-1981             | Belgique              | -                     | -              | -              | -              | 6                 | 0                 | 0                 | -                  | -                  | -                  | -              | -              | -              | 6     | 0     | 0     |
| 1981-1982             | Belgique              | Coupe du monde 1982   | 3              | 0              | 0              | 1                 | 0                 | 0                 | -                  | -                  | -                  | 4              | 0              | 0              | 8     | 0     | 0     |
| 1982-1983             | Belgique              | -                     | -              | -              | -              | -                 | -                 | -                 | 4                  | 0                  | 0                  | 2              | 0              | 0              | 6     | 0     | 0     |
| 1983-1984             | Belgique              | -                     | -              | -              | -              | -                 | -                 | -                 | 2                  | 0                  | 0                  | 1              | 0              | 0              | 3     | 0     | 0     |
| 1985-1986             | Belgique              | Coupe du monde 1986   | 6              | 0              | 2              | 3                 | 0                 | 1                 | -                  | -                  | -                  | 3              | 0              | 0              | 12    | 0     | 3     |
| 1986-1987             | Belgique              | -                     | -              | -              | -              | -                 | -                 | -                 | 3                  | 1                  | 0                  | 1              | 0              | 0              | 4     | 1     | 0     |
| 1987-1988             | Belgique              | -                     | -              | -              | -              | -                 | -                 | -                 | 2                  | 0                  | 0                  | 1              | 0              | 0              | 3     | 0     | 0     |
| 1988-1989             | Belgique              | -                     | -              | -              | -              | 4                 | 0                 | 1                 | -                  | -                  | -                  | 1              | 0              | 0              | 5     | 0     | 1     |
| 1989-1990             | Belgique              | Coupe du monde 1990   | 3              | 0              | 0              | 2                 | 0                 | 0                 | -                  | -                  | -                  | 4              | 0              | 0              | 9     | 0     | 0     |
| 1990-1991             | Belgique              | -                     | -              | -              | -              | -                 | -                 | -                 | 2                  | 0                  | 0                  | 1              | 0              | 0              | 3     | 0     | 0     |
| Total sur la carrière | Total sur la carrière | Total sur la carrière | 16             | 1              | 2              | 20                | 0                 | 2                 | 23                 | 1                  | 0                  | 27             | 0              | 0              | 86    | 2     | 4     |

#### Matchs internationaux
| Matchs internationaux d'Eric Gerets, | Matchs internationaux d'Eric Gerets, | Matchs internationaux d'Eric Gerets,                  | Matchs internationaux d'Eric Gerets, | Matchs internationaux d'Eric Gerets, | Matchs internationaux d'Eric Gerets,    | Matchs internationaux d'Eric Gerets, | Matchs internationaux d'Eric Gerets,                                         |
| #                                    | Date                                 | Lieu                                                  | Adversaire                           | Résultat                             | Compétition                             | Club                                 | Notes                                                                        |
| ------------------------------------ | ------------------------------------ | ----------------------------------------------------- | ------------------------------------ | ------------------------------------ | --------------------------------------- | ------------------------------------ | ---------------------------------------------------------------------------- |
| 1                                    | 27 septembre 1975                    | Stade Emile Versé, Bruxelles, Belgique                | Allemagne de l'Est                   | D 1 - 2                              | Éliminatoires de l'Euro 1976            | Standard de Liège                    | Titulaire.                                                                   |
| 2                                    | 25 avril 1976                        | Stade Feijenoord, Rotterdam, Pays-Bas                 | Pays-Bas                             | D 0 - 5                              | Éliminatoires de l'Euro 1976            | Standard de Liège                    | Titulaire.                                                                   |
| 3                                    | 5 septembre 1976                     | Laugardalsvöllur, Reykjavik, Islande                  | Islande                              | V 1 - 0                              | Éliminatoires de la Coupe du monde 1978 | Standard de Liège                    | Titulaire.                                                                   |
| 4                                    | 10 novembre 1976                     | Stade Maurice-Dufrasne, Liège, Belgique               | Irlande du Nord                      | V 2 - 0                              | Éliminatoires de la Coupe du monde 1978 | Standard de Liège                    | Titulaire.                                                                   |
| 5                                    | 26 janvier 1977                      | Stade olympique, Rome, Italie                         | Italie                               | D 1 - 2                              | Match amical                            | Standard de Liège                    | Titulaire.                                                                   |
| 6                                    | 26 octobre 1977                      | Stade olympique, Amsterdam, Pays-Bas                  | Pays-Bas                             | D 0 - 1                              | Éliminatoires de la Coupe du monde 1978 | Standard de Liège                    | Titulaire.                                                                   |
| 7                                    | 16 novembre 1977                     | Windsor Park, Belfast, Irlande du Nord                | Irlande du Nord                      | D 0 - 3                              | Éliminatoires de la Coupe du monde 1978 | Standard de Liège                    | Titulaire, écope d'un carton jaune à la 43e minute de jeu.                   |
| 8                                    | 21 décembre 1977                     | Stade Maurice-Dufrasne, Liège, Belgique               | Italie                               | D 0 - 1                              | Match amical                            | Standard de Liège                    | Titulaire.                                                                   |
| 9                                    | 19 avril 1978                        | Ernst-Grube-Stadion, Magdebourg, Allemagne de l'Est   | Allemagne de l'Est                   | N 0 - 0                              | Match amical                            | Standard de Liège                    | Titulaire.                                                                   |
| 10                                   | 20 septembre 1978                    | Stade Daknam, Lokeren, Belgique                       | Norvège                              | N 1 - 1                              | Éliminatoires de l'Euro 1980            | Standard de Liège                    | Titulaire, remplacé par François Van Der Elst à la 46e minute de jeu.        |
| 11                                   | 11 octobre 1978                      | Estádio José Alvalade, Lisbonne, Portugal             | Portugal                             | N 1 - 1                              | Éliminatoires de l'Euro 1980            | Standard de Liège                    | Titulaire.                                                                   |
| 12                                   | 15 novembre 1978                     | Stade Bloomfield, Tel Aviv, Israël                    | Israël                               | D 0 - 1                              | Match amical                            | Standard de Liège                    | Titulaire.                                                                   |
| 13                                   | 28 mars 1979                         | Stade Emile Versé, Bruxelles, Belgique                | Autriche                             | N 1 - 1                              | Éliminatoires de l'Euro 1980            | Standard de Liège                    | Titulaire.                                                                   |
| 14                                   | 2 mai 1979                           | Stade du Prater, Vienne, Autriche                     | Autriche                             | N 0 - 0                              | Éliminatoires de l'Euro 1980            | Standard de Liège                    | Titulaire.                                                                   |
| 15                                   | 12 septembre 1979                    | Ullevaal Stadion, Oslo, Norvège                       | Norvège                              | V 2 - 1                              | Éliminatoires de l'Euro 1980            | Standard de Liège                    | Titulaire.                                                                   |
| 16                                   | 26 septembre 1979                    | Stade Feijenoord, Rotterdam, Pays-Bas                 | Pays-Bas                             | D 0 - 1                              | Match amical                            | Standard de Liège                    | Titulaire, écope d'un carton jaune à la ?e minute de jeu.                    |
| 17                                   | 17 octobre 1979                      | Stade du Heysel, Bruxelles, Belgique                  | Portugal                             | V 2 - 0                              | Éliminatoires de l'Euro 1980            | Standard de Liège                    | Titulaire.                                                                   |
| 18                                   | 21 novembre 1979                     | Stade du Heysel, Bruxelles, Belgique                  | Écosse                               | V 2 - 0                              | Éliminatoires de l'Euro 1980            | Standard de Liège                    | Titulaire.                                                                   |
| 19                                   | 19 décembre 1979                     | Hampden Park, Glasgow, Écosse                         | Écosse                               | V 3 - 1                              | Éliminatoires de l'Euro 1980            | Standard de Liège                    | Titulaire.                                                                   |
| 20                                   | 27 février 1980                      | Stade du Heysel, Bruxelles, Belgique                  | Luxembourg                           | V 5 - 0                              | Match amical                            | Standard de Liège                    | Titulaire.                                                                   |
| 21                                   | 18 mars 1980                         | Stade du Heysel, Bruxelles, Belgique                  | Uruguay                              | V 2 - 0                              | Match amical                            | Standard de Liège                    | Titulaire, remplacé par Michel Renquin à la 46e minute de jeu.               |
| 22                                   | 2 avril 1980                         | Stade du Heysel, Bruxelles, Belgique                  | Pologne                              | V 2 - 1                              | Match amical                            | Standard de Liège                    | Titulaire.                                                                   |
| 23                                   | 6 juin 1980                          | Stade du Heysel, Bruxelles, Belgique                  | Roumanie                             | V 2 - 1                              | Match amical                            | Standard de Liège                    | Titulaire.                                                                   |
| 24                                   | 12 juin 1980                         | Stadio Comunale Vittorio Pozzo, Turin, Italie         | Angleterre                           | N 1 - 1                              | Euro 1980                               | Standard de Liège                    | Titulaire.                                                                   |
| 25                                   | 15 juin 1980                         | Stadio Giuseppe Meazza, Milan, Italie                 | Espagne                              | V 2 - 1                              | Euro 1980                               | Standard de Liège                    | Titulaire et buteur.                                                         |
| 26                                   | 18 juin 1980                         | Stade olympique, Rome, Italie                         | Italie                               | N 0 - 0                              | Euro 1980                               | Standard de Liège                    | Titulaire.                                                                   |
| 27                                   | 22 juin 1980                         | Stade olympique, Rome, Italie                         | Allemagne de l'Ouest                 | D 1 - 2                              | Euro 1980                               | Standard de Liège                    | Titulaire.                                                                   |
| 28                                   | 15 octobre 1980                      | Lansdowne Road, Dublin, Irlande                       | République d'Irlande                 | N 1 - 1                              | Éliminatoires de la Coupe du monde 1982 | Standard de Liège                    | Titulaire.                                                                   |
| 29                                   | 19 novembre 1980                     | Stade du Heysel, Bruxelles, Belgique                  | Pays-Bas                             | V 1 - 0                              | Éliminatoires de la Coupe du monde 1982 | Standard de Liège                    | Titulaire, écope d'un carton jaune à la 36e minute de jeu.                   |
| 30                                   | 21 décembre 1980                     | Stade Makarios, Nicosie, Chypre                       | Chypre                               | V 2 - 0                              | Éliminatoires de la Coupe du monde 1982 | Standard de Liège                    | Titulaire.                                                                   |
| 31                                   | 18 février 1981                      | Stade du Heysel, Bruxelles, Belgique                  | Chypre                               | V 3 - 2                              | Éliminatoires de la Coupe du monde 1982 | Standard de Liège                    | Titulaire et capitaine.                                                      |
| 32                                   | 25 mars 1981                         | Stade du Heysel, Bruxelles, Belgique                  | République d'Irlande                 | V 1 - 0                              | Éliminatoires de la Coupe du monde 1982 | Standard de Liège                    | Titulaire et capitaine.                                                      |
| 33                                   | 29 avril 1981                        | Parc des Princes, Paris, France                       | France                               | D 2 - 3                              | Éliminatoires de la Coupe du monde 1982 | Standard de Liège                    | Titulaire.                                                                   |
| 34                                   | 14 octobre 1981                      | Stade Feijenoord, Rotterdam, Pays-Bas                 | Pays-Bas                             | D 0 - 3                              | Éliminatoires de la Coupe du monde 1982 | Standard de Liège                    | Titulaire et capitaine.                                                      |
| 35                                   | 16 décembre 1981                     | Estadio Luís Casanova, Valence, Espagne               | Espagne                              | D 0 - 2                              | Match amical                            | Standard de Liège                    | Titulaire, remplacé par Frank Mariman à la 42e minute de jeu.                |
| 36                                   | 24 mars 1982                         | Stade du Heysel, Bruxelles, Belgique                  | Roumanie                             | V 4 - 1                              | Match amical                            | Standard de Liège                    | Titulaire et capitaine, remplacé par Marc Millecamps à la 47e minute de jeu. |
| 37                                   | 28 avril 1982                        | Stade du Heysel, Bruxelles, Belgique                  | Bulgarie                             | V 2 - 1                              | Match amical                            | Standard de Liège                    | Titulaire.                                                                   |
| 38                                   | 27 mai 1982                          | Københavns Idrætspark (en), Copenhague, Danemark      | Danemark                             | D 0 - 1                              | Match amical                            | Standard de Liège                    | Titulaire.                                                                   |
| 39                                   | 13 juin 1982                         | Estadi del FC Barcelona, Barcelone, Espagne           | Argentine                            | V 1 - 0                              | Coupe du monde 1982                     | Standard de Liège                    | Titulaire et capitaine.                                                      |
| 40                                   | 19 juin 1982                         | Stade Martínez Valero, Elche, Espagne                 | Salvador                             | V 1 - 0                              | Coupe du monde 1982                     | Standard de Liège                    | Titulaire et capitaine.                                                      |
| 41                                   | 22 juin 1982                         | Stade Martínez Valero, Elche, Espagne                 | Hongrie                              | N 1 - 1                              | Coupe du monde 1982                     | Standard de Liège                    | Titulaire et capitaine, remplacé par Gérard Plessers à la 62e minute de jeu. |
| 42                                   | 22 septembre 1982                    | Stade olympique, Munich, Allemagne de l'Ouest         | Allemagne de l'Ouest                 | N 0 - 0                              | Match amical                            | Standard de Liège                    | Titulaire et capitaine.                                                      |
| 43                                   | 6 octobre 1982                       | Stade du Heysel, Bruxelles, Belgique                  | Suisse                               | V 3 - 0                              | Éliminatoires de l'Euro 1984            | Standard de Liège                    | Titulaire et capitaine.                                                      |
| 44                                   | 15 décembre 1982                     | Stade du Heysel, Bruxelles, Belgique                  | Écosse                               | V 3 - 2                              | Éliminatoires de l'Euro 1984            | Standard de Liège                    | Titulaire et capitaine.                                                      |
| 45                                   | 30 mars 1983                         | Zentralstadion, Leipzig, Allemagne de l'Est           | Allemagne de l'Est                   | V 2 - 1                              | Éliminatoires de l'Euro 1984            | Standard de Liège                    | Titulaire et capitaine, écope d'un carton jaune à la 60e minute de jeu.      |
| 46                                   | 27 avril 1983                        | Stade du Heysel, Bruxelles, Belgique                  | Allemagne de l'Est                   | V 2 - 1                              | Éliminatoires de l'Euro 1984            | Standard de Liège                    | Titulaire et capitaine.                                                      |
| 47                                   | 31 mai 1983                          | Stade Municipal, Luxembourg, Luxembourg               | France                               | N 1 - 1                              | Match amical                            | Standard de Liège                    | Titulaire et capitaine, écope d'un carton jaune à la ?e minute de jeu.       |
| 48                                   | 21 septembre 1983                    | Stade du Heysel, Bruxelles, Belgique                  | Pays-Bas                             | N 1 - 1                              | Match amical                            | AC Milan                             | Titulaire et capitaine.                                                      |
| 49                                   | 12 octobre 1983                      | Hampden Park, Glasgow, Écosse                         | Écosse                               | N 1 - 1                              | Éliminatoires de l'Euro 1984            | AC Milan                             | Titulaire et capitaine.                                                      |
| 50                                   | 9 novembre 1983                      | Stade du Wankdorf, Berne, Suisse                      | Suisse                               | D 1 - 3                              | Éliminatoires de l'Euro 1984            | AC Milan                             | Titulaire et capitaine, écope d'un carton jaune à la 60e minute de jeu.      |
| 51                                   | 11 septembre 1985                    | Stade de Silésie, Chorzów, Pologne                    | Pologne                              | N 0 - 0                              | Éliminatoires de la Coupe du monde 1986 | PSV Eindhoven                        | Titulaire.                                                                   |
| 52                                   | 16 octobre 1985                      | Stade Constant Vanden Stock, Bruxelles, Belgique      | Pays-Bas                             | V 1 - 0                              | Éliminatoires de la Coupe du monde 1986 | PSV Eindhoven                        | Titulaire.                                                                   |
| 53                                   | 20 novembre 1985                     | Stade Feijenoord, Rotterdam, Pays-Bas                 | Pays-Bas                             | D 1 - 2                              | Éliminatoires de la Coupe du monde 1986 | PSV Eindhoven                        | Titulaire.                                                                   |
| 54                                   | 19 février 1986                      | Stade Martínez Valero, Elche, Espagne                 | Espagne                              | D 0 - 3                              | Match amical                            | PSV Eindhoven                        | Titulaire et capitaine.                                                      |
| 55                                   | 23 avril 1986                        | Stade du Heysel, Bruxelles, Belgique                  | Bulgarie                             | V 2 - 0                              | Match amical                            | PSV Eindhoven                        | Titulaire, remplacé par Georges Grün à la 46e minute de jeu.                 |
| 56                                   | 19 mai 1986                          | Stade du Heysel, Bruxelles, Belgique                  | Yougoslavie                          | D 1 - 3                              | Match amical                            | PSV Eindhoven                        | Titulaire, remplacé par Georges Grün à la 46e minute de jeu.                 |
| 57                                   | 3 juin 1986                          | Stade Azteca, Mexico, Mexique                         | Mexique                              | D 1 - 2                              | Coupe du monde 1986                     | PSV Eindhoven                        | Titulaire.                                                                   |
| 58                                   | 8 juin 1986                          | Estadio Nemesio Díez, Toluca, Mexique                 | Irak                                 | V 2 - 1                              | Coupe du monde 1986                     | PSV Eindhoven                        | Titulaire.                                                                   |
| 59                                   | 15 juin 1986                         | Estadio León, León, Mexique                           | Union soviétique                     | V 4 - 3 a.p.                         | Coupe du monde 1986                     | PSV Eindhoven                        | Titulaire, remplacé par Léo Van der Elst à la 112e minute de jeu.            |
| 60                                   | 22 juin 1986                         | Stade Cuauhtémoc, Puebla, Mexique                     | Espagne                              | N 1 - 1 5-4 t.a.b                    | Coupe du monde 1986                     | PSV Eindhoven                        | Titulaire.                                                                   |
| 61                                   | 25 juin 1986                         | Stade Azteca, Mexico, Mexique                         | Argentine                            | D 0 - 2                              | Coupe du monde 1986                     | PSV Eindhoven                        | Titulaire.                                                                   |
| 62                                   | 28 juin 1986                         | Stade Cuauhtémoc, Puebla, Mexique                     | France                               | D 2 - 4 a.p.                         | Coupe du monde 1986                     | PSV Eindhoven                        | Titulaire.                                                                   |
| 63                                   | 14 octobre 1986                      | Stade Municipal, Luxembourg, Luxembourg               | Luxembourg                           | V 6 - 0                              | Éliminatoires de l'Euro 1988            | PSV Eindhoven                        | Titulaire et buteur.                                                         |
| 64                                   | 19 novembre 1986                     | Stade du Heysel, Bruxelles, Belgique                  | Bulgarie                             | N 1 - 1                              | Éliminatoires de l'Euro 1988            | PSV Eindhoven                        | Titulaire.                                                                   |
| 65                                   | 4 février 1987                       | Estádio 1º de Maio (en), Braga, Portugal              | Portugal                             | D 0 - 1                              | Match amical                            | PSV Eindhoven                        | Titulaire.                                                                   |
| 66                                   | 29 avril 1987                        | Lansdowne Road, Dublin, Irlande                       | République d'Irlande                 | N 0 - 0                              | Match amical                            | PSV Eindhoven                        | Titulaire.                                                                   |
| 67                                   | 9 septembre 1987                     | Stade Feijenoord, Rotterdam, Pays-Bas                 | Pays-Bas                             | N 0 - 0                              | Match amical                            | PSV Eindhoven                        | Titulaire, remplacé par Michel Renquin à la 46e minute de jeu.               |
| 68                                   | 23 septembre 1987                    | Stade national Vassil-Levski, Sofia, Bulgarie         | Bulgarie                             | D 0 - 2                              | Éliminatoires de l'Euro 1988            | PSV Eindhoven                        | Titulaire.                                                                   |
| 69                                   | 14 octobre 1987                      | Hampden Park, Glasgow, Écosse                         | Écosse                               | D 0 - 2                              | Éliminatoires de l'Euro 1988            | PSV Eindhoven                        | Titulaire.                                                                   |
| 70                                   | 16 novembre 1988                     | Tehelné pole, Bratislava, Tchécoslovaquie             | Tchécoslovaquie                      | N 0 - 0                              | Éliminatoires de la Coupe du monde 1990 | PSV Eindhoven                        | Titulaire et capitaine.                                                      |
| 71                                   | 15 février 1989                      | Estádio do Sport Lisboa e Benfica, Lisbonne, Portugal | Portugal                             | N 1 - 1                              | Éliminatoires de la Coupe du monde 1990 | PSV Eindhoven                        | Titulaire.                                                                   |
| 72                                   | 29 avril 1989                        | Stade du Heysel, Bruxelles, Belgique                  | Tchécoslovaquie                      | V 2 - 1                              | Éliminatoires de la Coupe du monde 1990 | PSV Eindhoven                        | Titulaire.                                                                   |
| 73                                   | 1er juin 1989                        | Stade Grimonprez-Jooris, Lille, France                | Luxembourg                           | V 5 - 0                              | Éliminatoires de la Coupe du monde 1990 | PSV Eindhoven                        | Titulaire.                                                                   |
| 74                                   | 8 juin 1989                          | Terry Fox Stadium (en), Ottawa, Canada                | Canada                               | V 2 - 0                              | Match amical                            | PSV Eindhoven                        | Titulaire.                                                                   |
| 75                                   | 6 septembre 1989                     | Stade du Heysel, Bruxelles, Belgique                  | Portugal                             | V 3 - 0                              | Éliminatoires de la Coupe du monde 1990 | PSV Eindhoven                        | Titulaire.                                                                   |
| 76                                   | 11 octobre 1989                      | Stade Saint-Jacques, Bâle, Suisse                     | Suisse                               | N 2 - 2                              | Éliminatoires de la Coupe du monde 1990 | PSV Eindhoven                        | Titulaire.                                                                   |
| 77                                   | 21 février 1990                      | Stade du Heysel, Bruxelles, Belgique                  | Suède                                | N 0 - 0                              | Match amical                            | PSV Eindhoven                        | Titulaire.                                                                   |
| 78                                   | 26 mai 1990                          | Stade du Heysel, Bruxelles, Belgique                  | Roumanie                             | N 2 - 2                              | Match amical                            | PSV Eindhoven                        | Titulaire et capitaine.                                                      |
| 79                                   | 2 juin 1990                          | Stade du Heysel, Bruxelles, Belgique                  | Mexique                              | V 3 - 0                              | Match amical                            | PSV Eindhoven                        | Titulaire et capitaine, remplacé par Pascal Plovie à la 84e minute de jeu.   |
| 80                                   | 6 juin 1990                          | Stade du Heysel, Bruxelles, Belgique                  | Pologne                              | N 1 - 1                              | Match amical                            | PSV Eindhoven                        | Titulaire et capitaine.                                                      |
| 81                                   | 12 juin 1990                         | Stade Marcantonio-Bentegodi, Vérone, Italie           | Corée du Sud                         | V 2 - 0                              | Coupe du monde 1990                     | PSV Eindhoven                        | Titulaire et capitaine.                                                      |
| 82                                   | 17 juin 1990                         | Stade Marcantonio-Bentegodi, Vérone, Italie           | Uruguay                              | V 3 - 1                              | Coupe du monde 1990                     | PSV Eindhoven                        | Titulaire, expulsé à la 42e minute.                                          |
| 83                                   | 26 juin 1990                         | Stade Renato-Dall'Ara, Bologne, Italie                | Angleterre                           | D 0 - 1 a.p.                         | Coupe du monde 1990                     | PSV Eindhoven                        | Titulaire.                                                                   |
| 84                                   | 17 octobre 1990                      | National Stadium, Cardiff, Pays de Galles             | Pays de Galles                       | D 1 - 3                              | Éliminatoires de l'Euro 1992            | PSV Eindhoven                        | Titulaire.                                                                   |
| 85                                   | 13 février 1991                      | Stadio Libero Liberati, Terni, Italie                 | Italie                               | N 0 - 0                              | Match amical                            | PSV Eindhoven                        | Titulaire.                                                                   |
| 86                                   | 27 mars 1991                         | Stade Constant Vanden Stock, Bruxelles, Belgique      | Pays de Galles                       | N 1 - 1                              | Éliminatoires de l'Euro 1992            | PSV Eindhoven                        | Titulaire et capitaine.                                                      |

#### Buts internationaux
| Buts internationaux d'Eric Gerets, | Buts internationaux d'Eric Gerets, | Buts internationaux d'Eric Gerets,      | Buts internationaux d'Eric Gerets, | Buts internationaux d'Eric Gerets, | Buts internationaux d'Eric Gerets, | Buts internationaux d'Eric Gerets, | Buts internationaux d'Eric Gerets, | Buts internationaux d'Eric Gerets, | Buts internationaux d'Eric Gerets, |
| #                                  | Date                               | Lieu                                    | Adversaire                         | Résultat                           | Compétition                        | Détail                             | Détail                             | Détail                             | Cape                               |
| ---------------------------------- | ---------------------------------- | --------------------------------------- | ---------------------------------- | ---------------------------------- | ---------------------------------- | ---------------------------------- | ---------------------------------- | ---------------------------------- | ---------------------------------- |
| 1                                  | 15 juin 1980                       | Stadio Giuseppe Meazza, Milan, Italie   | Espagne                            | V 2 - 1                            | Euro 1980                          | 17e                                | du pied droit                      | 1-0                                | 25e                                |
| 2                                  | 14 octobre 1986                    | Stade Municipal, Luxembourg, Luxembourg | Luxembourg                         | V 6 - 0                            | Éliminatoires de l'Euro 1988       | 6e                                 | du pied gauche                     | 1-0                                | 63e                                |

### Statistiques d'entraîneur

#### En club
| Saison                | Club                   | Championnat           | Championnat | Championnat | Championnat | Championnat | Coupe(s) nationale(s) | Coupe(s) nationale(s) | Coupe(s) nationale(s) | Coupe(s) nationale(s) | Supercoupe | Supercoupe | Supercoupe | Supercoupe | Compétition(s) continentale(s) | Compétition(s) continentale(s) | Compétition(s) continentale(s) | Compétition(s) continentale(s) | Compétition(s) continentale(s) | Total | Total | Total | Total | % Victoires |
| Saison                | Club                   | Division              | M           | V           | N           | D           | M                     | V                     | N                     | D                     | M          | V          | N          | D          | Comp.                          | M                              | V                              | N                              | D                              | M     | V     | N     | D     | % Victoires |
| --------------------- | ---------------------- | --------------------- | ----------- | ----------- | ----------- | ----------- | --------------------- | --------------------- | --------------------- | --------------------- | ---------- | ---------- | ---------- | ---------- | ------------------------------ | ------------------------------ | ------------------------------ | ------------------------------ | ------------------------------ | ----- | ----- | ----- | ----- | ----------- |
| 1992-1993             | RFC Liège              | Division 1            | 34          | 10          | 8           | 16          | 2                     | 1                     | 0                     | 1                     | -          | -          | -          | -          | -                              | -                              | -                              | -                              | -                              | 36    | 11    | 8     | 17    | 31%         |
| 1993-1994             | RFC Liège              | Division 1            | 34          | 9           | 11          | 14          | 1                     | 0                     | 0                     | 1                     | -          | -          | -          | -          | -                              | -                              | -                              | -                              | -                              | 35    | 9     | 11    | 15    | 26%         |
| Sous-total            | Sous-total             | Sous-total            | 68          | 19          | 19          | 30          | 3                     | 1                     | 0                     | 2                     | -          | -          | -          | -          | -                              | -                              | -                              | -                              | -                              | 71    | 20    | 19    | 32    | 28%         |
| 1994-1995             | Lierse SK              | Division 1            | 34          | 14          | 9           | 11          | 1                     | 0                     | 0                     | 1                     | -          | -          | -          | -          | -                              | -                              | -                              | -                              | -                              | 35    | 14    | 9     | 12    | 40%         |
| 1995-1996             | Lierse SK              | Division 1            | 34          | 14          | 10          | 10          | 1                     | 0                     | 0                     | 1                     | -          | -          | -          | -          | C3                             | 2                              | 0                              | 0                              | 2                              | 37    | 14    | 10    | 13    | 38%         |
| 1996-1997             | Lierse SK              | Division 1            | 34          | 21          | 10          | 3           | 3                     | 2                     | 0                     | 1                     | -          | -          | -          | -          | CI                             | 6                              | 3                              | 0                              | 3                              | 43    | 26    | 10    | 7     | 60%         |
| Sous-total            | Sous-total             | Sous-total            | 102         | 49          | 29          | 24          | 5                     | 2                     | 0                     | 3                     | -          | -          | -          | -          | -                              | 8                              | 3                              | 0                              | 5                              | 115   | 54    | 29    | 32    | 47%         |
| 1997-1998             | Club Bruges KV         | Division 1            | 34          | 26          | 6           | 2           | 6                     | 4                     | 1                     | 1                     | -          | -          | -          | -          | C3                             | 6                              | 4                              | 0                              | 2                              | 46    | 34    | 7     | 5     | 74%         |
| 1998-1999             | Club Bruges KV         | Division 1            | 34          | 22          | 5           | 7           | 1                     | 0                     | 0                     | 1                     | 1          | 1          | 0          | 0          | C1+C3                          | 4+6                            | 2+2                            | 1+2                            | 1+2                            | 46    | 27    | 8     | 11    | 59%         |
| Sous-total            | Sous-total             | Sous-total            | 68          | 48          | 11          | 9           | 7                     | 4                     | 1                     | 2                     | 1          | 1          | 0          | 0          | -                              | 16                             | 8                              | 3                              | 5                              | 92    | 61    | 15    | 16    | 66%         |
| 1999-2000             | PSV Eindhoven          | Eredivisie            | 34          | 27          | 3           | 4           | 1                     | 0                     | 0                     | 1                     | -          | -          | -          | -          | C1                             | 8                              | 2                              | 2                              | 4                              | 43    | 29    | 5     | 9     | 67%         |
| 2000-2001             | PSV Eindhoven          | Eredivisie            | 34          | 25          | 8           | 1           | 4                     | 3                     | 0                     | 1                     | 1          | 1          | 0          | 0          | C1+C3                          | 6+6                            | 3+3                            | 0+0                            | 3+3                            | 51    | 35    | 8     | 8     | 69%         |
| 2001-2002             | PSV Eindhoven          | Eredivisie            | 34          | 20          | 8           | 6           | 3                     | 2                     | 0                     | 1                     | 1          | 1          | 0          | 0          | C1+C3                          | 6+6                            | 2+2                            | 1+2                            | 3+2                            | 50    | 27    | 11    | 12    | 54%         |
| Sous-total            | Sous-total             | Sous-total            | 102         | 72          | 19          | 11          | 8                     | 5                     | 0                     | 3                     | 2          | 2          | 0          | 0          | -                              | 32                             | 12                             | 5                              | 15                             | 144   | 91    | 24    | 29    | 63%         |
| 2002-2003             | 1. FC Kaiserslautern   | 1. Bundesliga         | 31          | 10          | 9           | 12          | 5                     | 4                     | 0                     | 1                     | -          | -          | -          | -          | -                              | -                              | -                              | -                              | -                              | 36    | 14    | 9     | 13    | 39%         |
| 2003-2004             | 1. FC Kaiserslautern   | 1. Bundesliga         | 18          | 5           | 3           | 10          | 1                     | 0                     | 0                     | 1                     | -          | -          | -          | -          | C3                             | 2                              | 0                              | 0                              | 2                              | 21    | 5     | 3     | 13    | 24%         |
| Sous-total            | Sous-total             | Sous-total            | 49          | 15          | 12          | 22          | 6                     | 4                     | 0                     | 2                     | -          | -          | -          | -          | -                              | 2                              | 0                              | 0                              | 2                              | 57    | 19    | 12    | 26    | 33%         |
| 2003-2004             | VfL Wolfsburg          | 1. Bundesliga         | 7           | 3           | 2           | 2           | -                     | -                     | -                     | -                     | -          | -          | -          | -          | -                              | -                              | -                              | -                              | -                              | 7     | 3     | 2     | 2     | 43%         |
| 2004-2005             | VfL Wolfsburg          | 1. Bundesliga         | 34          | 15          | 3           | 16          | 1                     | 0                     | 0                     | 1                     | -          | -          | -          | -          | CI                             | 2                              | 0                              | 0                              | 2                              | 37    | 15    | 3     | 19    | 41%         |
| Sous-total            | Sous-total             | Sous-total            | 41          | 18          | 5           | 18          | 1                     | 0                     | 0                     | 1                     | -          | -          | -          | -          | -                              | 2                              | 0                              | 0                              | 2                              | 44    | 18    | 5     | 21    | 41%         |
| 2005-2006             | Galatasaray SK         | Süper Lig             | 34          | 26          | 5           | 3           | 6                     | 4                     | 1                     | 1                     | -          | -          | -          | -          | C3                             | 2                              | 0                              | 1                              | 1                              | 42    | 30    | 7     | 5     | 71%         |
| 2006-2007             | Galatasaray SK         | Süper Lig             | 34          | 15          | 11          | 8           | 6                     | 3                     | 2                     | 1                     | 1          | 0          | 0          | 1          | C1                             | 8                              | 1                              | 2                              | 5                              | 49    | 19    | 15    | 15    | 39%         |
| Sous-total            | Sous-total             | Sous-total            | 68          | 41          | 16          | 11          | 12                    | 7                     | 3                     | 2                     | 1          | 0          | 0          | 1          | -                              | 10                             | 1                              | 3                              | 6                              | 91    | 49    | 22    | 20    | 54%         |
| 2007-2008             | Olympique de Marseille | Ligue 1               | 29          | 16          | 7           | 6           | 3+2                   | 2+1                   | 0+0                   | 1+1                   | -          | -          | -          | -          | C1+C3                          | 5+4                            | 1+2                            | 1+0                            | 3+2                            | 43    | 22    | 8     | 13    | 51%         |
| 2008-2009             | Olympique de Marseille | Ligue 1               | 38          | 22          | 11          | 5           | 2+1                   | 1+0                   | 0+0                   | 1+1                   | -          | -          | -          | -          | C1+C3                          | 8+6                            | 3+2                            | 1+1                            | 4+3                            | 55    | 28    | 13    | 14    | 51%         |
| Sous-total            | Sous-total             | Sous-total            | 67          | 38          | 18          | 11          | 8                     | 4                     | 0                     | 4                     | -          | -          | -          | -          | -                              | 23                             | 8                              | 3                              | 12                             | 98    | 50    | 21    | 27    | 51%         |
| 2009-2010             | Al-Hilal FC            | Saudi Pro League      | 22          | 18          | 2           | 2           | 4+5                   | 4+3                   | 0+2                   | 0+0                   | -          | -          | -          | -          | ACL                            | 11                             | 5                              | 2                              | 4                              | 42    | 30    | 6     | 6     | 71%         |
| 2010-2011             | Al-Hilal FC            | Saudi Pro League      | 10          | 7           | 3           | 0           | -                     | -                     | -                     | -                     | -          | -          | -          | -          | -                              | -                              | -                              | -                              | -                              | 10    | 7     | 3     | 0     | 70%         |
| Sous-total            | Sous-total             | Sous-total            | 32          | 25          | 5           | 2           | 9                     | 7                     | 2                     | 0                     | -          | -          | -          | -          | -                              | 11                             | 5                              | 2                              | 4                              | 52    | 37    | 9     | 6     | 71%         |
| 2012-2013             | Lekhwiya SC            | QSL                   | 22          | 14          | 4           | 4           | 2+2+6+3               | 2+1+4+0               | 0+0+0+1               | 0+1+2+2               | -          | -          | -          | -          | ACL                            | 10                             | 4                              | 3                              | 3                              | 45    | 25    | 8     | 12    | 56%         |
| 2013-2014             | Lekhwiya SC            | QSL                   | 26          | 16          | 5           | 5           | 2+1+3+3               | 0+0+1+2               | 2+0+0+0               | 0+1+2+1               | -          | -          | -          | -          | ACL                            | 8                              | 4                              | 1                              | 3                              | 43    | 23    | 8     | 12    | 53%         |
| Sous-total            | Sous-total             | Sous-total            | 48          | 30          | 9           | 9           | 22                    | 10                    | 3                     | 9                     | -          | -          | -          | -          | -                              | 18                             | 8                              | 4                              | 6                              | 88    | 48    | 16    | 24    | 55%         |
| 2014-2015             | Al-Jazira Club         | UAE Pro League        | 26          | 16          | 3           | 7           | 6+1                   | 2+0                   | 0+0                   | 4+1                   | -          | -          | -          | -          | ACL                            | 1                              | 0                              | 0                              | 1                              | 34    | 18    | 3     | 13    | 53%         |
| Total sur la carrière | Total sur la carrière  | Total sur la carrière | 671         | 371         | 146         | 154         | 88                    | 46                    | 9                     | 33                    | 4          | 3          | 0          | 1          | -                              | 123                            | 45                             | 20                             | 58                             | 886   | 465   | 175   | 246   | 52%         |

#### En sélections nationales
| Saison                | Sélection             | Campagne              | Phases finales | Phases finales | Phases finales | Phases finales | Éliminatoires | Éliminatoires | Éliminatoires | Éliminatoires | Matchs amicaux | Matchs amicaux | Matchs amicaux | Matchs amicaux | Total | Total | Total | Total | % Victoires |
| Saison                | Sélection             | Campagne              | M              | V              | N              | D              | M             | V             | N             | D             | M              | V              | N              | D              | M     | V     | N     | D     | % Victoires |
| --------------------- | --------------------- | --------------------- | -------------- | -------------- | -------------- | -------------- | ------------- | ------------- | ------------- | ------------- | -------------- | -------------- | -------------- | -------------- | ----- | ----- | ----- | ----- | ----------- |
| 2010-2011             | Maroc                 | CAN 2012              | -              | -              | -              | -              | 4             | 2             | 1             | 1             | 4              | 2              | 2              | 0              | 8     | 4     | 3     | 1     | 50%         |
| 2011-2012             | Maroc                 | CAN 2012              | 3              | 1              | 0              | 2              | 2             | 1             | 1             | 0             | 3              | 1              | 1              | 1              | 8     | 3     | 2     | 3     | 38%         |
| 2011-2012             | Maroc                 | Coupe du monde 2014   | -              | -              | -              | -              | 2             | 0             | 2             | 0             | 2              | 1              | 0              | 1              | 4     | 1     | 2     | 1     | 25%         |
| 2011-2012             | Maroc                 | Coupe arabe 2012      | 5              | 3              | 2              | 0              | -             | -             | -             | -             | 1              | 1              | 0              | 0              | 6     | 4     | 2     | 0     | 67%         |
| 2012-2013             | Maroc                 | CAN 2013              | -              | -              | -              | -              | 1             | 0             | 0             | 1             | 1              | 0              | 0              | 1              | 2     | 0     | 0     | 2     | 0%          |
| Total sur la carrière | Total sur la carrière | Total sur la carrière | 8              | 4              | 2              | 2              | 9             | 3             | 4             | 2             | 11             | 5              | 3              | 3              | 28    | 12    | 9     | 7     | 43%         |

#### Matchs internationaux
| 1  | 11 août 2010     | Complexe sportif Moulay-Abdallah, Rabat, Maroc                         | Guinée équatoriale | V 2 - 1           | Match amical                     |
| 2  | 4 septembre 2010 | Complexe sportif Moulay-Abdallah, Rabat, Maroc                         | Centrafrique       | N 0 - 0           | Éliminatoire de la CAN 2012      |
| 3  | 9 octobre 2010   | Benjamin Mkapa National Stadium, Dar es Salam, Tanzanie                | Tanzanie           | V 1 - 0           | Éliminatoire de la CAN 2012      |
| 4  | 17 novembre 2010 | Windsor Park, Belfast, Irlande du Nord                                 | Irlande du Nord    | N 1 - 1           | Match amical                     |
| 5  | 9 février 2011   | Grand stade de Marrakech, Marrakech, Maroc                             | Niger              | V 3 - 0           | Match amical                     |
| 6  | 27 mars 2011     | Stade du 19-Mai-1956, Annaba, Algérie                                  | Algérie            | D 0 - 1           | Éliminatoire de la CAN 2012      |
| 7  | 30 mars 2011     | Grand stade de Marrakech, Marrakech, Maroc                             | Botswana           | N 1 - 1           | Match amical                     |
| 8  | 4 juin 2011      | Grand stade de Marrakech, Marrakech, Maroc                             | Algérie            | V 4 - 0           | Éliminatoire de la CAN 2012      |
| 9  | 10 août 2011     | Stade Léopold-Sédar-Senghor, Dakar, Sénégal                            | Sénégal            | V 2 - 0           | Match amical                     |
| 10 | 4 septembre 2011 | Complexe sportif Barthélemy Boganda, Bangui, République centrafricaine | Centrafrique       | N 0 - 0           | Éliminatoire de la CAN 2012      |
| 11 | 9 octobre 2011   | Grand stade de Marrakech, Marrakech, Maroc                             | Tanzanie           | V 3 - 1           | Éliminatoire de la CAN 2012      |
| 12 | 11 novembre 2011 | Grand stade de Marrakech, Marrakech, Maroc                             | Ouganda            | D 0 - 1           | Coupe LG 2011 (en)               |
| 13 | 13 novembre 2011 | Grand stade de Marrakech, Marrakech, Maroc                             | Cameroun           | N 1 - 1           | Coupe LG 2011 (en)               |
| 14 | 23 janvier 2012  | Stade d'Angondjé, Libreville, Gabon                                    | Tunisie            | D 1 - 2           | CAN 2012                         |
| 15 | 27 janvier 2012  | Stade d'Angondjé, Libreville, Gabon                                    | Gabon              | D 2 - 3           | CAN 2012                         |
| 16 | 31 janvier 2012  | Stade d'Angondjé, Libreville, Gabon                                    | Niger              | V 1 - 0           | CAN 2012                         |
| 17 | 29 février 2012  | Grand stade de Marrakech, Marrakech, Maroc                             | Burkina Faso       | V 2 - 0           | Match amical                     |
| 18 | 25 mai 2012      | Grand stade de Marrakech, Marrakech, Maroc                             | Sénégal            | D 0 - 1           | Match amical                     |
| 19 | 2 juin 2012      | Independence Stadium, Bakau, Gambie                                    | Gambie             | N 1 - 1           | Éliminatoire Coupe du monde 2014 |
| 20 | 9 juin 2012      | Grand stade de Marrakech, Marrakech, Maroc                             | Côte d'Ivoire      | N 2 - 2           | Éliminatoire Coupe du monde 2014 |
| 21 | 18 juin 2012     | Stade international du Roi-Fahd, Riyad, Arabie saoudite                | Arabie saoudite    | V 2 - 0           | Match amical                     |
| 22 | 23 juin 2012     | Stade du Prince Abdullah Al-Faisal, Djeddah, Arabie saoudite           | Bahreïn            | V 4 - 0           | Coupe arabe des nations 2012     |
| 23 | 26 juin 2012     | Stade du Prince Abdullah Al-Faisal, Djeddah, Arabie saoudite           | Libye              | N 0 - 0           | Coupe arabe des nations 2012     |
| 24 | 29 juin 2012     | Stade du Prince Abdullah Al-Faisal, Djeddah, Arabie saoudite           | Yémen              | V 4 - 0           | Coupe arabe des nations 2012     |
| 25 | 3 juillet 2012   | Stade du Prince Abdullah Al-Faisal, Djeddah, Arabie saoudite           | Irak               | V 2 - 1           | Coupe arabe des nations 2012     |
| 26 | 6 juillet 2012   | Stade du Prince Abdullah Al-Faisal, Djeddah, Arabie saoudite           | Libye              | N 1 - 1 3-1 t.a.b | Coupe arabe des nations 2012     |
| 27 | 15 août 2012     | Complexe sportif Moulay-Abdallah, Rabat, Maroc                         | Guinée             | D 1 - 2           | Match amical                     |
| 28 | 9 septembre 2012 | Stade national, Maputo, Mozambique                                     | Mozambique         | D 0 - 2           | Éliminatoire de la CAN 2013      |

## Palmarès

### Palmarès de joueur

#### En club
|  |  | Standard de Liège - Championnat de Belgique (2) : - Champion : 1982 et 1983. - Vice-champion : 1980. - Coupe de Belgique (1) : - Vainqueur : 1981. - Finaliste : 1972 et 1973. - Supercoupe de Belgique (2) : - Vainqueur : 1981 et 1983. - Finaliste : 1982. - Coupe de la Ligue (1) : - Vainqueur : 1975. - Finaliste : 1974. - Coupe d'Europe des vainqueurs de coupe : - Finaliste : 1982. |  | PSV Eindhoven - Championnat des Pays-Bas (6) : - Champion : 1986, 1987, 1988, 1989, 1991 et 1992. - Vice-champion : 1990. - Coupe des Pays-Bas (3) : - Vainqueur : 1988, 1989 et 1990. - Johan Cruijff Schaal : - Finaliste : 1991. - Ligue des champions (1) : - Vainqueur : 1988. |

#### En sélections nationales
|  |  | Belgique - Championnat d'Europe : - Finaliste : 1980. - Coupe du monde : - Quatrième : 1986. |

#### Distinctions personnelles en tant que joueur
- 1982 : Soulier d'or belge
- 2021 : élu membre de la "125 Years Icons Team", la meilleure équipe de tous les temps de l'histoire du football belge (organisé par l'URBSFA)

### Palmarès d'entraîneur

#### En club
|  |  | Lierse SK - Championnat de Belgique (1) : - Champion : 1997. |  | Club Bruges KV - Championnat de Belgique (1) : - Champion : 1998. - Vice-champion : 1999. - Coupe de Belgique : - Finaliste : 1998. - Supercoupe de Belgique (1) : - Vainqueur : 1998. |  | PSV Eindhoven - Championnat des Pays-Bas (2) : - Champion : 2000 et 2001. - Vice-champion : 2002. - Coupe des Pays-Bas : - Finaliste : 2001. - Johan Cruijff Schaal (2) : - Vainqueur : 2000 et 2001. |  | 1. FC Kaiserslautern - Coupe d'Allemagne : - Finaliste : 2003. |  | Galatasaray - Championnat de Turquie (1) : - Champion : 2006. - Supercoupe de Turquie : - Finaliste : 2006. |

|  |  | Olympique de Marseille - Championnat de France : - Vice-champion : 2009. |  | Al-Hilal - Championnat d'Arabie saoudite (1) : - Champion : 2010. - Coupe d'Arabie saoudite (1) : - Vainqueur : 2010. - Coupe du Roi des champions : - Finaliste : 2010. - Coupe de la Fédération : - Finaliste : 2010. |  | Lekhwiya SC - Championnat du Qatar (1) : - Champion : 2014. - Vice-champion : 2013. - Coupe Crown Prince (1) : - Vainqueur : 2013. - Finaliste : 2014. |  | Al-Jazira - Championnat des Émirats arabes unis : - Vice-champion : 2015. |

#### En sélections nationales
|  |  | Maroc - Coupe arabe des nations : - Vainqueur : 2012. |

#### Distinctions personnelles en tant qu'entraîneur
- 1997 : Entraîneur de l'année avec le Lierse SK
- 1998 : Entraîneur de l'année avec le Club Bruges KV
- 2009 : Meilleur entraîneur de Ligue 1 avec l'Olympique de Marseille

## Vie privée
Le 25 août 2018, Eric Gerets épouse Virginie Neuray, l'ex-compagne de son ancien coéquipier Gilbert Bodart, dans sa propriété de Maasmechelen en toute intimité,,.
Le Belge a participé à l'émission 30 millions d'amis pour présenter « sa relation » avec son chien devenu célèbre, Georges.
Son fils, Johan Gerets, a également été footballeur professionnel. Après avoir evolué, entre autres, au FCV Dender EH en Jupiler Pro League (Division 1 belge) et au RCS Visé en Exqi League (Division 2 belge), il est aujourd'hui, lui aussi, retraité.